# Ross Hutchins
Ross Dan Hutchins (ur. 22 lutego 1985 w Londynie) – brytyjski tenisista, reprezentant w Pucharze Davisa, olimpijczyk z Londynu (2012).
W 2013 Hutchins poinformował o zdiagnozowaniu u niego nowotworu krwi – ziarnicy złośliwej.

## Kariera tenisowa
Karierę zawodową rozpoczął w 2002, a zakończył we wrześniu 2014.
Wygrywał turnieje z serii Futures i ATP Challenger Tour. W turniejach rangi ATP World Tour zwyciężył pięciokrotnie, podczas rozgrywek Pekinie w sezonie 2008, następnie w 2010 w Montpellier, w 2011 w Sankt Petersburgu oraz w 2012 w Delray Beach i w Eastbourne. Ponadto grał w dziewięciu finałach turniejów ATP World Tour.
Na początku października 2010 Brytyjczyk zdobył srebrny medal w igrzyskach wspólnoty narodów w Nowym Delhi. Razem z Kenem Skupskim wyeliminowali po drodze rozstawionych z nr 2. Hindusów Rohana Bopannę i Somdeva Devvarmana. Pojedynek finałowy przegrali z parą Paul Hanley-Peter Luczak.
Latem 2012 zagrał w konkurencji gry podwójnej na igrzyskach olimpijskich w Londynie, ponosząc porażkę wspólnie z Colinem Flemingiem w 1 rundzie z Francuzami Julienem Benneteau i Richardem Gasquetem.
Hutchins w latach 2008–2012 reprezentował swój kraj w Pucharze Davisa. Zagrał w siedmiu spotkaniach deblowych, z których trzy wygrał.
Po ogłoszeniu końca kariery Hutchins został dyrektorem turnieju Aegon Championships w Londynie w 2014 roku. W październiku 2014 roku rozpoczął pracę w stowarzyszeniu ATP jako szef działu relacji z graczami, a w styczniu 2016 roku został dyrektorem do spraw zawodników i rozgrywek.

### Finały w turniejach ATP World Tour
| Legenda                                      |
| -------------------------------------------- |
| Wielki Szlem                                 |
| Igrzyska olimpijskie                         |
| Tennis Masters Cup / ATP Finals              |
| ATP Masters Series / ATP Tour Masters 1000   |
| ATP International Series Gold / ATP Tour 500 |
| ATP International Series / ATP Tour 250      |

#### Gra podwójna (5–9)
| Końcowy wynik | Nr | Data                 | Turniej      | Nawierzchnia    | Partner        | Przeciwnicy                          | Wynik finału       |
| ------------- | -- | -------------------- | ------------ | --------------- | -------------- | ------------------------------------ | ------------------ |
| Finalista     | 1. | 23 czerwca 2007      | Nottingham   | Trawiasta       | Joshua Goodall | Eric Butorac Jamie Murray            | 6:4, 3:6, 5–10     |
| Zwycięzca     | 1. | 28 września 2008     | Pekin        | Twarda          | Stephen Huss   | Ashley Fisher Bobby Reynolds         | 7:5, 6:4           |
| Finalista     | 2. | 12 października 2008 | Moskwa       | Twarda (hala)   | Stephen Huss   | Serhij Stachowski Potito Starace     | 6:7(4), 6:2, 6–10  |
| Finalista     | 3. | 26 października 2008 | Lyon         | Dywanowa (hala) | Stephen Huss   | Michaël Llodra Andy Ram              | 3:6, 7:5, 8–10     |
| Finalista     | 4. | 11 października 2009 | Tokio        | Twarda          | Jordan Kerr    | Julian Knowle Jürgen Melzer          | 2:6, 7:5, 8–10     |
| Finalista     | 5. | 16 stycznia 2010     | Sydney       | Twarda          | Jordan Kerr    | Daniel Nestor Nenad Zimonjić         | 3:6, 6:7(5)        |
| Finalista     | 6. | 21 lutego 2010       | Memphis      | Twarda (hala)   | Jordan Kerr    | John Isner Sam Querrey               | 4:6, 4:6           |
| Zwycięzca     | 2. | 1 listopada 2010     | Montpellier  | Twarda (hala)   | Stephen Huss   | Marc López Eduardo Schwank           | 6:2, 4:6, 10–7     |
| Zwycięzca     | 3. | 30 października 2011 | Petersburg   | Twarda (hala)   | Colin Fleming  | Michaił Jełgin Aleksander Kudriawcew | 6:3, 6:7(5), 10–8  |
| Zwycięzca     | 4. | 4 marca 2012         | Delray Beach | Twarda          | Colin Fleming  | Michal Mertiňák André Sá             | 2:6, 7:6(5), 15–13 |
| Zwycięzca     | 5. | 23 czerwca 2012      | Eastbourne   | Trawiasta       | Colin Fleming  | Jamie Delgado Ken Skupski            | 6:4, 6:3           |
| Finalista     | 7. | 15 lipca 2012        | Newport      | Trawiasta       | Colin Fleming  | Santiago González Scott Lipsky       | 6:7(3), 3:6        |
| Finalista     | 8. | 30 września 2012     | Kuala Lumpur | Twarda (hala)   | Colin Fleming  | Bruno Soares Alexander Peya          | 7:5, 5:7, 7–10     |
| Finalista     | 9. | 4 maja 2014          | Monachium    | Ceglana         | Colin Fleming  | Jamie Murray John Peers              | 4:6, 2:6           |